# Bicocca (stacja metra)
Bicocca – stacja metra w Mediolanie, na linii M5. Znajduje się na Viale Fulvio Testi, w Mediolanie i zlokalizowana jest pomiędzy stacjami Ponale i Ca' Granda. Została otwarta w 2013. W pobliżu stacji znajduje się Uniwersytet w Mediolanie-Bicocca.